# Catharsius stuhlmanni
Catharsius stuhlmanni là một loài bọ cánh cứng trong họ Bọ hung (Scarabaeidae).